# Trollius vitalii
Trollius vitalii är en ranunkelväxtart som beskrevs av N.V. Stepanov. Trollius vitalii ingår i släktet smörbollssläktet, och familjen ranunkelväxter. Inga underarter finns listade i Catalogue of Life.